# Antônio Lemos Barbosa
Antônio Lemos Barbosa (Três Corações, 15 de setembro de 1910 – Rio de Janeiro, 5 de setembro de 1970) foi um padre brasileiro, conhecido principalmente por suas contribuições à tupinologia, isto é, aos estudos de tupi antigo.
Cursando durante sete anos a Universidade Gregoriana, de Roma, doutorou-se em Filosofia e em Teologia. Em 25 de julho de 1934, Lemos Barbosa foi ordenado sacerdote por Marchetti Selvaggiani. Ele foi professor de Etnografia e de Línguas Indígenas na Pontifícia Universidade Católica do Rio de Janeiro (PUC-Rio).
Em 1956, publicou o livro Curso de tupi antigo: gramática, exercícios e textos, que foi bem recebido pela crítica da época.
Ele ajudou a reconstruir a Paróquia da Ressurreição, cuja primeira sede se situava onde hoje se encontra o Forte de Copacabana, tendo-se dedicado a ela de 1947 até sua morte, em 1970. Para tanto, Lemos Barbosa recebeu assistência até mesmo da então primeira-dama do Brasil, Jandira Café, além de outras personalidades contemporâneas, como Eurico Gaspar Dutra, Eduardo Gomes, Amorim do Valle e Juarez Távora.

## Obras selecionadas

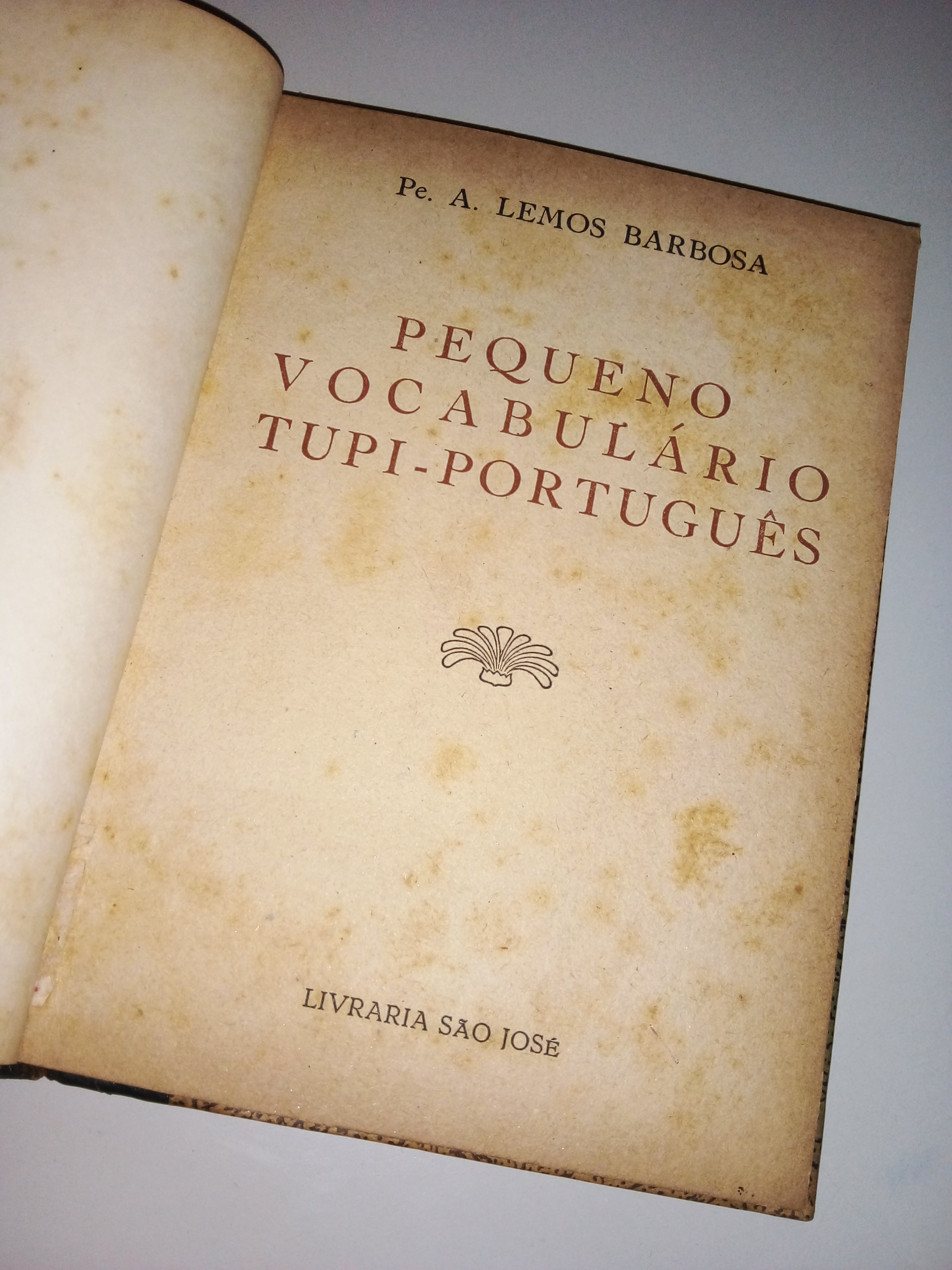
Capa da terceira edição do Pequeno vocabulário tupi–português, de Lemos Barbosa

- Curso de tupi antigo: gramática, exercícios e textos (1956)
- Pequeno vocabulário português–tupi (1970)
- Pequeno vocabulário tupi–português (1951)
- Teodoro Sampaio e Hans Staden (1940)
- Traduções de poesias tupis (1949)